# Kamui the Ninja
 Kamui do Ninja: Stories Other Than the Legend (忍 風 カムイ 外伝, Ninpu Kamui Gaiden) é um Shonen anime produzido por Tele-Cartoon Japão em 1969. Foi transmitido no Japão a partir de 6 de abril de 1969 a 28 de Setembro de 1969 por Fuji TV. Kamui the Ninja teve 26 episódios com uma duração de 22 minutos cada uma. A série foi baseada no mangá A Lenda de Kamui de Sanpei Shirato.

## Sinopse
Kamui é um Ninja do período Edo que decidiu abandonar o seu clã. Após fazer isso, ele é perseguido implacavelmente pelos membros do seu clã anterior; que o consideram um traidor e, portanto, desejam matá-lo. Kamui então vagueia em torno do Japão para escapar deles, usando sua inteligência e grande capacidade de sobreviver. No decorrer da série Kamui começa a sofrer de paranóia por causa de seu status como um homem perseguido. Kamui então começa a acreditar que todo mundo queria matá-lo e tornou a desconfiar de todo mundo que se depara.